# 邱苡晰
邱苡晰（英語：Melody，2006年4月26日—），是台灣童星，台北人，與孿生妹妹邱苡媃組成樂樂媃媃，經紀公司為宝丽来国际娱乐，代表作品有《原来是美男》、《幸福兌換券》等。

## 影視作品

### 電視劇
| 年份 | 播出頻道         | 劇名           | 飾演                 | 合作演員                                                             |
| 2013 | 八大綜合台       | 原来是美男     | 高美男（童年）       | 汪東城、程予希、黃仁德、蔡旻佑                                       |
| 2014 | 八大綜合台       | 終極X宿舍      | 朱莉亞（童年）       | 汪東城、藍心湄、那維勛、陳博正、SpeXial、寒、黃小柔、阿喜            |
| 2014 | 三立都會台       | 幸福兌換券     | 徐樂樂               | 胡宇威、袁艾菲、謝坤達、是元介、翁滋蔓                               |
| 2015 | 八大綜合台       | 終極惡女       | 王茉兒（童年）       | 汪東城、SpeXial、A.N.D、文雨非、陳德修、強辯樂團                     |
| 2015 | 台視、三立都會台 | 聽見幸福       | 雙胞胎病童           | 王傳一、任容萱、威廉、邵翔、雷瑟琳                                   |
| 2015 | 三立都會台       | 軍官·情人      | 杜天天               | 馬之秦、寇世勳、劉品言、安哲、周采詩、修杰楷、張勛傑、孫其君、陽詠存 |
| 2016 | 芒果TV           | 终极游侠       | 蕭敏(童年)           | 罗云熙、程砚秋、SpeXial-Evan、程予希                                 |
| 2018 | 台視、三立都會台 | 我的愛情不平凡 | 吳平安、吳平凡(童年) | 楊一展、蔡黃汝、周孝安、陳敬宣、林育品 (阿喜)                        |
| 2018 | 台視、東森綜合台 | 愛的3.14159    | 小圓滿（童年）       |                                                                      |

### MV作品
- 王诗安「我的我自己」（連同妹妹邱苡媃）

### 短片
- YouTube上的法國巴黎人壽《睡美人》（連同妹妹邱苡媃）
- YouTube上的sasa睫毛膏（連同妹妹邱苡媃）
- YouTube上的遠雄人壽《願望》（連同妹妹邱苡媃）
- YouTube上的《層層摺起的寂寞》預告片（短片入選2017柏林影展Generation Kplus單元短片競賽）

## 廣告作品

### 電視廣告
- 全家便利商店-經典麵包女孩篇
- 经济部能源局2.5倍节能篇
- HOLA周年庆窗帘篇（乐乐）
- 阿瘦皮鞋舞龙篇
- 东元冷气环保进化篇
- 毛宝小苏打洗衣液体皂
- 佳音英語劇团TVC

### 平面廣告作品
- 东元冷气型录

## 外部連結
- 雙胞胎樂樂媃媃的Facebook專頁
- YouTube上的雙胞胎樂樂媃媃頻道
- 雙胞胎樂樂媃媃的新浪微博
- 雙胞胎樂樂媃媃的Instagram帳戶
- 邱苡晰的Instagram帳戶